# Matías Rubio
Matías Martín Rubio Köstner (Santiago, 8 de agosto de 1988) es un exfutbolista chileno. Jugaba de atacante. Debutó en Primera División en un partido clásico frente a Colo-Colo anotando el único gol del cotejo y dándole la victoria al Equipo Cruzado. Es hijo del ex seleccionado nacional Hugo Rubio, y hermano de los delanteros Eduardo y Diego Rubio.

## Trayectoria

### Universidad Católica
En 2006 conquistó junto a la Sub 19 el campeonato nacional. En el año 2009 fue promovido al primer equipo por Fernando Carvallo y está a la espera de poder demostrar sus dotes y olfato goleador. Su primer gol como profesional, fue en la victoria sobre Colo Colo en el Monumental el 15 de marzo. Matías finalizaría el año 2009 con 4 goles en 16 partidos jugados.
Luego en el Torneo 2010 Rubio se corona campeón del fútbol chileno con la Universidad Católica, jugando 9 partidos a lo largo del campeonato pero sin hacer ningún gol. En 2011, Rubio se va de préstamo por 1 año al club Rangers.

### Préstamo a Rangers
Matías llega a Rangers por su propia petición. Ese mismo año, en 2010, Matías logra el ascenso a Primera División con Rangers, terminando el torneo con 6 goles en 38 partidos jugados. Al terminar el año 2011 Rubio vuelve a la UC ya que había terminado su préstamo en Rangers.

### Regreso a Universidad Católica
Matías vuelve a la UC en 2012, sin embargo durante el Apertura 2012 fue citado para un solo partido, el cual fue contra Audax Italiano pero Rubio no se movió de la banca y no entró en el partido. Luego para el Clausura 2012 es más tomado en cuenta, sin embargo sigue siendo reserva. El 15 de agosto de 2012 vuelve a marcar un gol por la UC, anota el 3-0 del triunfo de la UC sobre Audax Italiano por la Copa Chile 2012/13.
El día 25 de octubre es despedido del club por reiteradas ausencias a los entrenamientos sin justificación alguna.

### Clubes posteriores
Llega a Deportes Concepción después de haber sido desvinculado de Universidad Católica y además recibiendo una oferta de Universidad de Chile la cual rechazo, Matias en Concepción anotó 4 goles y hace 20 sorprendentes asistencias que llaman la atención de unión la calera..
En 2013, llega como nuevo refuerzo a Unión La Calera pero no tuvo mucha continuidad y solo logra hacer 2 goles y 2 asistencias. Tras un paso por La Calera, fichó por Deportes Temuco, tuvo un gran rendimiento pero lo fue bajando hasta que el club tomo la decisión de no renovarle su contrato.
Después de su paso por Temuco, en 2015 tuvo un breve paso por el Real Valladolid en el cual entrenó y jugó en un par de partidos amistosos tras su paso por las canchas españolas vuelve a Chile para ser jugador de Rangers de Talca .

## Selección chilena
Actualmente no ha recibido citaciones para la selección mayor, pero participó en el torneo sub-20 realizado en Venezuela donde Chile no pudo pasar la fase de grupos.
En mayo de 2010, fue citado por el DT de la selección nacional sub-20 dirigida esta vez por César Vaccia para que el joven delantero pueda participar en el Torneo Esperanzas de Toulon.

## Estadísticas
Actualizado al último partido disputado el 24 de octubre de 2021.
| Club                         | Div.          | Temporada     | Liga  | Liga  | Copas nacionales(1) | Copas nacionales(1) | Torneos internacionales(2) | Torneos internacionales(2) | Total | Total | Media goleadora(3) |
| Club                         | Div.          | Temporada     | Part. | Goles | Part.               | Goles               | Part.                      | Goles                      | Part. | Goles | Media goleadora(3) |
| ---------------------------- | ------------- | ------------- | ----- | ----- | ------------------- | ------------------- | -------------------------- | -------------------------- | ----- | ----- | ------------------ |
| Universidad Católica · Chile | 1.ª           | 2008          | 9     | 0     | —                   | —                   | —                          | —                          | 9     | 0     | 0.00               |
| Universidad Católica · Chile | 1.ª           | 2009          | 16    | 4     | —                   | —                   | —                          | —                          | 16    | 4     | 0.25               |
| Universidad Católica · Chile | 1.ª           | 2010          | 9     | 1     | —                   | —                   | 4                          | 1                          | 13    | 2     | 0.15               |
| Rangers · Chile              | 2.ª           | 2010          | 35    | 3     | 3                   | 3                   | —                          | —                          | 38    | 6     | 0.16               |
| Rangers · Chile              | Total club    | Total club    | 35    | 3     | 3                   | 3                   | 0                          | 0                          | 38    | 6     | 0.16               |
| Universidad Católica · Chile | 1.ª           | 2012          | —     | —     | 1                   | 1                   | —                          | —                          | 1     | 1     | 1                  |
| Universidad Católica · Chile | Total club    | Total club    | 34    | 5     | 1                   | 1                   | 4                          | 1                          | 39    | 7     | 0.18               |
| Deportes Concepción · Chile  | 2.ª           | 2013          | 8     | 0     | —                   | —                   | —                          | —                          | 8     | 0     | 0.00               |
| Deportes Concepción · Chile  | Total club    | Total club    | 8     | 0     | 0                   | 0                   | 0                          | 0                          | 8     | 0     | 0.00               |
| Unión La Calera · Chile      | 1.ª           | 2013-14       | 23    | 1     | —                   | —                   | —                          | —                          | 23    | 1     | 0.04               |
| Unión La Calera · Chile      | Total club    | Total club    | 23    | 1     | 0                   | 0                   | 0                          | 0                          | 23    | 1     | 0.04               |
| Deportes Temuco · Chile      | 2.ª           | 2014-15       | 24    | 2     | 2                   | 0                   | —                          | —                          | 26    | 2     | 0.08               |
| Deportes Temuco · Chile      | Total club    | Total club    | 24    | 2     | 2                   | 0                   | 0                          | 0                          | 26    | 2     | 0.08               |
| Rangers · Chile              | 2.ª           | 2015-16       | 6     | 0     | —                   | —                   | —                          | —                          | 6     | 0     | 0.00               |
| Rangers · Chile              | Total club    | Total club    | 6     | 0     | 0                   | 0                   | 0                          | 0                          | 6     | 0     | 0.00               |
| FC Akzhayik · Kazajistán     | 1.ª           | 2016          | 7     | 0     | —                   | —                   | —                          | —                          | 7     | 0     | 0.00               |
| FC Akzhayik · Kazajistán     | 1.ª           | 2017          | 10    | 2     | 1                   | 0                   | —                          | —                          | 11    | 2     | 0.18               |
| FC Akzhayik · Kazajistán     | Total club    | Total club    | 17    | 2     | 1                   | 0                   | 0                          | 0                          | 18    | 2     | 0.11               |
| Colchagua · Chile            | 3.ª           | 2019          | 20    | 3     | 1                   | 0                   | —                          | —                          | 21    | 3     | 0.14               |
| Colchagua · Chile            | Total club    | Total club    | 20    | 3     | 1                   | 0                   | 0                          | 0                          | 21    | 3     | 0.14               |
| Deportes Recoleta · Chile    | 3.ª           | 2020          | 22    | 11    | —                   | —                   | —                          | —                          | 22    | 11    | 0.5                |
| Deportes Recoleta · Chile    | 3.ª           | 2021          | 20    | 7     | 1                   | 1                   | —                          | —                          | 21    | 8     | 0.38               |
| Deportes Recoleta · Chile    | Total club    | Total club    | 42    | 18    | 1                   | 1                   | 0                          | 0                          | 43    | 19    | 0.44               |
| Total carrera                | Total carrera | Total carrera | 209   | 34    | 9                   | 5                   | 4                          | 1                          | 222   | 40    | 0.18               |

## Palmarés

### Campeonatos nacionales
| Título           | Club                 | País  | Año  |
| ---------------- | -------------------- | ----- | ---- |
| Primera División | Universidad Católica | Chile | 2010 |
| Segunda División | Deportes Recoleta    | Chile | 2021 |

### Distinciones individuales
| Distinción                                                      | Año  |
| --------------------------------------------------------------- | ---- |
| Goleador de la Segunda División Profesional de Chile (11 goles) | 2020 |